# Opilioacarus
Opilioacaro (Opilioacarus With, 1902) è un genere di artropodi, appartenente alla famiglia Opilioacaridae.

## Distribuzione
Diffuso in Sicilia, Asia, Africa e America Centrale.

## Specie
- Opilioacarus bajacalifornicus Vázquez & Klompen, 2002
- Opilioacarus italicus (With, 1904)
- Opilioacarus nicaraguensis Vázquez & Klompen, 2002
- Opilioacarus nohbecanus Vázquez & Klompen, 2002
- Opilioacarus ojastii (Lehtinen, 1980)
- Opilioacarus orghidani Juvara-Bals & Baltac, 1977
- Opilioacarus platensis Silvestri, 1905
- Opilioacarus segmentatus With, 1902
- Opilioacarus siankaanensis Vázquez & Klompen, 2002
- Opilioacarus texanus (Chamberlin & Mulaik, 1942)
- Opilioacarus vanderhammeni Juvara-Bals & Baltac, 1977